# 알렉시오스 스트레이트고폴로스
알렉시오스 콤니노스 스트라테고풀로스(그리스어: Ἀλέξιος Κομνηνὸς Στρατηγόπουλος)는 메가스 도메스티코스와 카이사르의 직위에 오른 동로마 귀족이자 장군이다. 콤니노스 왕조와 먼 친척 관계인 그는 1250년대 초 이미 노년의 나이로 기록에 등장하며, 니케아 제국을 위해 이피로스 전제공국에 대항하는 군대를 지휘했다. 테오도로스 2세 라스카리스의 총애를 잃고 투옥된 후, 스트라테고풀로스는 미하일 8세 팔레올로고스 주변의 귀족들과 편을 들고 1258년 테오도로스 2세 사망 후 미하일이 제위에 오르는 것을 지지했다. 그는 1259년 펠라고니아 전역에 참여하여 이피로스를 점령했지만, 그의 성공은 다음 해에 무산되고 그는 이피로스인들에게 붙잡혔다. 몇 달 후 풀려난 그는 1261년 7월 라틴 제국으로부터 콘스탄티노폴리스를 예기치 않게 재정복하여 동로마 제국을 재건했다. 그는 다음 해에 다시 이피로스인들에게 붙잡혔고, 풀려나기 전까지 이탈리아에서 몇 년간 감금 생활을 했다. 그는 공무에서 은퇴하여 1270년대 초 사망했다.

## 기원과 가문

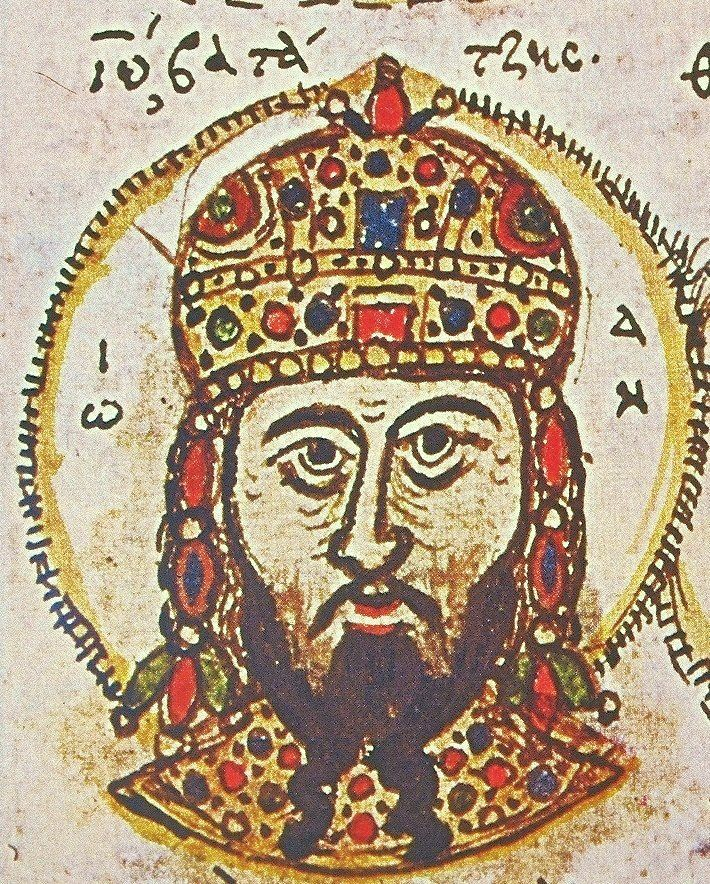
요안니스 3세 황제. 스트라테고풀로스는 그의 밑에서 군사 경력을 시작했으며, 그의 조카딸은 스트라테고풀로스의 아들 콘스탄티노스와 결혼했다.

알렉시오스 스트라테고풀로스의 초기 생애나 정확한 혈통에 대해서는 알려진 바가 없으며, 단지 그가 귀족 가문 출신이라는 것만 알려져 있다. 11세기와 12세기에 다른 스트라테고풀로이 가문이 언급되며, 요안니스 스트라테고풀로스는  1216c.년 니케아 제국의 메가스 로고테테스(수석 장관)가 되었지만, 알렉시오스와의 관계는 알려져 있지 않다. 스트라테고풀로스는 명문 콤니노스 왕조와 분명히 관련이 있었는데,  1255c.년으로 추정되는 한 봉인에 "콤니노스 가문의 알렉시오스 스트라테고풀로스"라는 문구가 새겨져 있기 때문이다.
이후의 두 사료, 15세기의 겐나디오스 스콜라리오스와 16세기의 학자 프세우도-스프란체스는 그가 카이사르 니키포로스 멜리세노스와 동로마 황제 알렉시오스 1세(r. 1081–1118)의 누이인 에우도키아 콤니니 사이의 아들 요안니스 콤니노스의 후손이라고 전한다. 프세우도-스프란체스는 스트라테고풀로스가 요안니스 콤니노스의 증손자이며, 그의 할아버지 알렉시오스의 아내로부터 "스트라테고풀로스"라는 성을 얻었다고 주장한다. 반면 스콜라리오스는 요안니스 콤니노스를 그의 고조부로 보고, 스트라테고풀로스의 아버지인 테오도시우스만이 그의 군사적 재능으로 요안니스 3세(r. 1222–1254) 니케아 황제에게 "스트라테고풀로스"("작은 장군")라는 별명을 얻었다고 주장한다.
그의 출생 연도는 알려져 있지 않지만, 1258년에 그가 "노인"으로 불렸으므로 13세기 초반이었을 것으로 추정된다. 그의 가족에 대해서는 아들 콘스탄티노스가 한 명 있었다는 것만 알려져 있으며, 게오르기오스 파키메레스에 따르면 콘스탄티노스는 요안니스 3세의 형제인 세바스토크라토르 이사악 두카스 바타체스의 딸과 결혼했다.

## 초기 경력

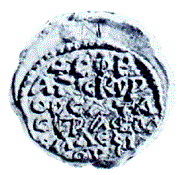
알렉시오스 스트라테고풀로스의 봉인

알렉시오스 스트라테고풀로스는 1252-53년 요안니스 3세 통치 기간에 처음 연대기에 등장한다. 이때 그는 니케아의 그리스 라이벌인 이피로스 전제공국의 오스트로보 호수 주변 지역을 약탈하기 위해 파견된 군대 분견대를 이끌었다. 1254년, 그는 마케도니아의 세레스 (그리스)에 주둔했으며, 다음 해에는 메가스 프리미케리오스 콘스탄티노스 토르니케스와 함께 서부 로도피산맥의 체파이나 요새에 대한 작전에 참여했다. 이 작전은 막대한 손실을 입고 실패했다. 당시 역사가 게오르기오스 아크로폴리테스는 두 지휘관이 불가리아군을 제대로 정찰하지 못하여 나쁜 지휘력을 보인 탓이라고 비난했다. 그 결과, 그들의 군대는 장비와 말을 "불가리아 양치기와 돼지치기"에게 남겨둔 채 흩어져 도망쳤다. 이 실패는 니케아 황제 테오도로스 2세 라스카리스(r. 1254–1258)를 격분시켰고, 그는 두 사람 모두를 해임했다. 또한, 아마도 스트라테고풀로스가 미하일 팔레올로고스 주변의 귀족 파벌과 밀접한 관계를 맺고 있었기 때문에, 그의 아들 콘스탄티노스는 불경죄로 눈이 멀었으며, 스트라테고풀로스 자신도 얼마 후 투옥되었다.
스트라테고풀로스는 아마도 1258년 8월 테오도로스 2세 라스카리스가 사망한 직후 감옥에서 풀려났을 것이다. 다른 귀족 가문의 수장들과 함께 그는 8월 25일 게오르기오스 무잘론에 대한 미하일 팔레올로고스의 성공적인 쿠데타의 저명한 지지자였으며, 그 결과 팔레올로고스는 테오도로스 2세의 미성년 아들 요안니스 4세 라스카리스의 섭정을 맡게 되었다. 같은 해 그는 미하일의 형제인 메가스 도메스티코스 요안니스 팔레올로고스 휘하에 파견된 군대를 따라 마케도니아에 대한 이피로스의 음모에 맞섰다. 1259년 초 미하일 팔레올로고스가 황제로 선포되자 요안니스 팔레올로고스는 세바스토크라토르로 승진했으며, 스트라테고풀로스는 그의 뒤를 이어 메가스 도메스티코스가 되었다. 1259년 그는 펠라고니아 전투에서 이피로스-시칠리아-아카이아 연합군에 대한 결정적인 승리로 이어진 작전에 참여했으며, 그곳에서 니키포로스 림프사스와 함께 만프레디 왕이 이피로스군을 돕기 위해 보낸 400명의 독일 기사 파견대를 포로로 잡았다.
니케아의 승리 후, 요안니스 팔레올로고스는 테살리아를 침공했고, 알렉시오스 스트라테고풀로스와 요안니스 라울 페트랄리파스는 이피로스 본토를 진압하는 임무를 맡았다. 스트라테고풀로스와 페트랄리파스는 핀두스 산맥을 넘어 포위해 둔 이오아니나를 우회하여 이피로스의 수도인 아르타 (그리스)를 점령했고, 전제공 미하일 2세를 케팔로니아섬으로 도피하게 만들었다. 아르타에서 그들은 역사가 게오르기오스 아크로폴리테스를 포함한 많은 니케아 포로들을 찾아 풀어주었다. 이 성공으로 스트라테고풀로스는 카이사르의 직위로 승격되었다. 그러나 다음 해에 니케아의 성공은 대부분 무산되었다. 전제공 미하일은 그의 아들들과 이탈리아 용병 군대를 이끌고 아르타에 상륙했고, 이피로스 주민들은 그의 편으로 합류했다. 이피로스 군대는 나프파크토스 근처의 트리코르폰 협곡에서 스트라테고풀로스의 군대와 충돌했다. 니케아 군대는 격퇴되었고, 스트라테고풀로스 자신도 포로로 잡혔다.

## 콘스탄티노폴리스 재정복

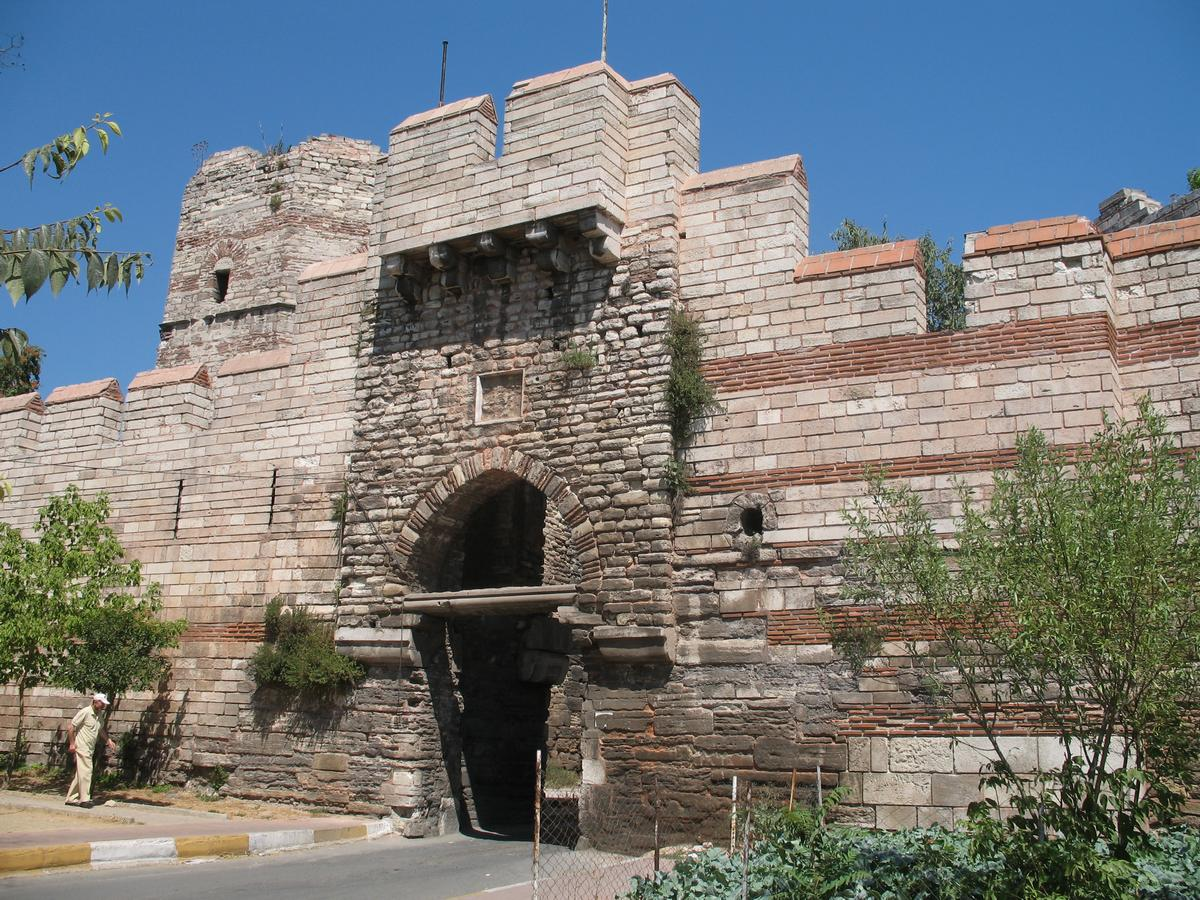
1261년 7월 25일, 스트라테고풀로스와 그의 부하들이 콘스탄티노폴리스로 들어섰던 샘의 문 (페게) 또는 셀림브리아 문

이러한 좌절에도 불구하고, 펠라고니아에서의 승리는 미하일 8세가 가장 탐내던 전리품인 콘스탄티노폴리스를 추구할 자유를 주었다. 이 도시는 1204년 제4차 십자군에 의해 점령된 이래 라틴 제국의 수도였다. 이를 위해 미하일은 1261년 3월 제노바와 동맹을 맺었고, 1261년 7월, 이전 니케아의 실패한 공격 이후 체결된 1년 휴전이 끝나갈 무렵, 최근 이피로스에 억류되었다가 풀려난 스트라테고풀로스는 불가리아군을 감시하고 라틴군 방어를 정찰하기 위해 800명의 소규모 선발대와 함께 파견되었다.
니케아군이 콘스탄티노폴리스 서쪽으로 약 30 마일 (48 km) 떨어진 셀림브리아 마을에 도착했을 때, 그들은 일부 독립적인 지역 농부들(텔레마타리오이)로부터 전체 라틴 수비대와 베네치아 함대가 모두 다프누시아의 니케아 섬에 대한 공격을 수행하기 위해 부재 중이라는 것을 알게 되었다. 스트라테고풀로스는 처음에는 상황을 이용하는 것을 망설였다. 그의 소규모 병력이 라틴군이 너무 빨리 돌아오면 전멸될 수 있었고, 황제의 명령을 어기는 것이었기 때문이다. 그러나 결국 그는 도시를 되찾을 황금 같은 기회를 놓칠 수 없다고 결정했다.
1261년 7월 24일/25일 밤, 스트라테고풀로스와 그의 부하들은 도시 성벽에 접근하여 샘의 문 근처 수도원에 숨었다. 스트라테고풀로스는 텔레마타리오이 중 일부가 이끄는 그의 부하들로 이루어진 분견대를 비밀 통로를 통해 도시로 진입시켰다. 그들은 안에서 성벽을 공격하여 경비병들을 기습하고 문을 열어 니케아군이 도시로 진입할 수 있도록 했다. 라틴인들은 완전히 불시에 당했으며, 짧은 전투 끝에 니케아군이 육상 성벽을 장악했다. 이 소식이 도시 전역에 퍼지자 보두앵 2세 황제를 비롯한 라틴 주민들은 배를 타고 도망칠 희망을 품고 서둘러 금각만의 항구로 향했다. 동시에 스트라테고풀로스의 부하들은 베네치아 건물과 해안가의 창고에 불을 질러 그들이 그곳에 상륙하는 것을 막았다. 돌아오던 베네치아 함대의 시기적절한 도착 덕분에 많은 라틴인들이 그리스의 라틴 점령 지역으로 대피할 수 있었지만, 도시는 영원히 상실되었다. 콘스탄티노폴리스의 재탈환은 동로마 제국의 복원을 알렸고, 8월 15일 테오토코스 안식일에 미하일 8세 황제는 개선하여 도시에 입성하여 아야 소피아에서 즉위했다. 요안니스 4세 라스카리스의 권리는 무시되었고, 어린 소년은 눈이 멀고 투옥되었다.
스트라테고풀로스는 황제와 총대주교와 함께 1년 동안 교회 예배에서 그의 이름이 기념되도록 허용하고, 도시를 통한 개선 행렬로 미하일로부터 영예를 얻었다.

## 만년과 사망
명성과 영광을 안겨준 이 위업 이후, 1262년 스트라테고풀로스는 다시 이피로스에 대한 군대를 이끌도록 임명되었다. 그러나 이번에는 전제공 니키포로스 두카스에게 패배하고 포로로 잡혀 이탈리아의 만프레디에게 보내졌다. 그는 1265년 만프레디의 누이이자 요안니스 바타체스의 미망인인 콘스탄체 2세와 교환되어 몸값을 치르고 풀려났다. 알렉시오스 스트라테고풀로스는 1270년 12월 볼로스 근처 마크리니차 수도원에 기증한 문서에 마지막으로 언급되었으며, 1271년에서 1275년 사이에 사망했고, 아마도 콘스탄티노폴리스에서 사망했을 것으로 추정된다.